# 陳信惠
陳信惠（1262年—1347年），字孚中，號退翁，福建泉州晉江青陽嶼頭陳厝人，元朝政治人物。他於元順帝至正年間實授擔任澎湖寨巡檢，駐紮於台灣海峽的澎湖群島，澎湖寨巡檢為歷史文獻上中國首度於澎湖群島設置的官職。他所擔任的巡檢官職，是元朝最基層的官員，隸屬於福建泉州路。著有中齋等集。

## 生平
陳信惠最初於應試時不太順遂，後來因有才能而應帥府辟。之後因為平定漳州的賊寇有功，被授以山魁、澎湖、盧溪三寨巡檢，後轉南安縣主簿，陞南豐州判官。之後因省檄而攝同安縣縣令，後改惠安縣，任內多有善政，之後又調順昌縣，但不久就以老疾致仕。